# Двойная петля (фильм, 2022)
«Двойная петля» (англ. Devotion — «Преданность») — американский биографический военный фильм 2022 года, основанный на книге Адама Макоса «Преданность: эпическая история героизма, дружбы и самопожертвования» (англ. Devotion: An Epic Story of Heroism, Friendship, and Sacrifice) 2015 года, в которой рассказывается о товарищеских отношениях между морскими офицерами Джесси Брауном и Томасом Хаднером во время Корейской войны. Режиссёр Джей Ди Диллард, сценарий написали Джейк Крейн и Джонатан Стюарт. В фильме снимались Джонатан Мейджорс в роли Брауна и Глен Пауэлл в роли Хаднера, а также Кристина Джексон, Джо Джонас, Ник Харгроув, Спенсер Невилл, Томас Садоски и Дарен Кагасофф в ролях второго плана.
Премьера фильма  состоялась 12 сентября 2022 года на Международном кинофестивале в Торонто в формате IMAX в кинотеатре Ontario Place Cinesphere, а в США он был выпущен 23 ноября 2022 года. Он получил в целом положительные отзывы критиков, но провалился в прокате, собрав во всём мире 20 миллионов долларов при бюджете в 90 миллионов долларов.

## Сюжет
В начале 1950 года лейтенант Том Хаднер переходит в 32-ю ударную эскадрилью на военно-морской авиабазе Квонсет-Пойнт, где знакомится с энсином Джесси Брауном, единственным афроамериканцем в составе подразделения. Хаднер приходится ко двору в эскадрилье, получившей мощные самолёты F4U-4 Corsair. Неправильная эксплуатация может привести к аварии со смертельным исходом. Машина Брауна ломается, Хаднер подвозит товарища, знакомится с его женой Дэйзи и маленькой дочерью Пэм. У Браунов всё хорошо, но им мешают соседи-расисты. Чтобы мотивировать себя перед вылетами Браун выкрикивает в зеркало расистские оскорбления, .
32-я ударная эскадрилья проводит испытания  «Корсаров» и переходит на авианосец «Лейте», отправившийся в Средиземном море . Передо походом Хаднер обещает Дэйзи, что он будет рядом с её мужем. На походе лётчик Моринг погибает при заходе на посадку. На вопрос Хаднера почему Моринг не последовал инструкциям, Браун отвечает, что нельзя всегда следовать указаниям — если бы Браун делал только то, что ему сказали, то многие высшие офицеры с расистскими убеждениями, разрушили бы его карьеру в самом начале.
Эскадрилья получает отпуск на берег в Каннах, Франция, где Браун встречает на пляже актрису Элизабет Тейлор. Благодаря Брауну лётчиков приглашают в казино, что производит на них впечатление. Хаднер спьяну вступает в пьяную драку с морпехом, третировавшим Брауна. Браун просит Хаднеру не вступаться за него, а просто быть рядом с ним. Чернокожие моряки с  Лейте дарят Брауну дорогие часы.
Приходит весть о начале Корейской войны, авианосец Лейте направляется для поддержки Южной Кореи. В ноябре 1950 года 32-я ударная эскадрилья прибывает в Корею. Китайские войска вступают в войну и отбрасывают американцев. Эскадрилья получает приказ разрушить два моста на реке Ялуцзян между Китаем и Северной Кореей,  им разрешено атаковать цели только на территории Кореи. Браун и Хаднер вступают в бой с истребителем МиГ-15, другие лётчики бомбят мосты, один остаётся неповреждённым. ПВО обстреливает самолёты с китайского берега реки и Хаднер приказывает отступить. Браун не подчиняется ему и в одиночку разбивает мост.
Хаднер в рапорте хвалит Брауна, но упоминает, что он не выполнил приказ. Браун считает, что командование воспользуется рапортом Хаднера как предлогом для отказа в дальнейшем продвижении по службе. Хаднер пытается переделать рапорт. Эскадрилья спешит на помощь морским пехотинцам, попавшим в окружение в битве на Чосинском водохранилище (там же сражается морской пехотинец, третировавший Брауна). Браун вынужден посадить повреждённый самолёт в горах. Хаднер замечает, что Браун жив, но не может вылезти из кабины, и намеренно совершает жёсткую посадку, спеша на помощь Брауну. Хаднер тушит загоревшийся самолёт, но не может вытащить раненого Брауна. Прибывает спасательный вертолёт, но Браун умирает. Командир эскадрильи считает, что возвращать тело Брауна слишком рискованно и 32-я ударная эскадрилья (без раненого Хаднера) отправляется в «похоронный полёт», чтобы уничтожить сбитый Корсар с телом Брауна.
Несколько месяцев спустя убитый горем Хаднер получает высшую военную награду «Медаль Почёта» из рук президента Гарри Трумэна за попытку спасти Брауна. После церемонии награждения Хаднер просит прощения у Дэйзи, что не смог спасти её мужа. Дэйзи отвечает, что она просила быть с Джесси, а не спасти его, и Хаднер говорит, как Джесси перед смертью сказал, как сильно он её любит.
Тело Брауна так и не было найдено, семьи Хаднеров и Браунов по сей день сохраняют тесную дружбу.

## В ролях
- Джонатан Мейджорс — энсин Джесси Браун[англ.]
- Глен Пауэлл — лейтенант Томас Дж. Хаднер
- Кристина Джексон — Дэйзи Браун
- Джо Джонас — Марти Гуд
- Томас Садоски — Дик Чеволи
- Серинда Суон — Элизабет Тейлор
- Дарен Кагасофф — Билл Кениг
- Ник Харгроув — Кэрол Моринг
- Спенсер Невилл — Бо Лавери
- Джозеф Кросс — Чарли Уорд
- Дин Дентон — капитан авианосца USS Leyte (CV-32) Т. У. Сиссон
- Билл Мартин Уильямс — президент США Гарри Трумэн
- Дэвид Уайт — китайский генерал
- Шон Келли — морпех
- Армин Сэйсон — китайский солдат, сбивший истребитель Брауна

## Производство
В марте 2018 года Black Label Media приобрела права на фильм по рекомендации Глена Пауэлла, выступив в качестве продюсера и обязавшись сыграть Тома Хаднера. В декабре 2019 года было объявлено, что Джонатан Мейджорс был выбран на роль Джесси Брауна, а Джей Ди Диллард должен был стать режиссёром. В сентябре 2020 года было объявлено, что Sony Pictures будет заниматься распространением в США, а STXinternational будет заниматься международными продажами. В феврале 2021 года Серинда Суон получила роль Элизабет Тейлор.
Диллард чувствовал тесную личную связь с этой темой, поскольку сам был сыном морского лётчика, полагался на истории, рассказанные его отцом как одиноким чёрным человеком в преимущественно белом авиационном сообществе. В интервью Deadline Hollywood он сказал: «Как технически, так и социально, они оба имели дело с изоляцией, и там так много фрагментов, которые, я думаю, в конечном итоге просто стали основой фильма». Отец Дилларда также посетил съёмочную площадку и был техническим консультантом фильма. Его вклад в фильм отмечен отдельной карточкой в финальных титрах.
Пауэлл, который прочитал книгу Адама Макоса, когда она впервые вышла в 2015 году, принёс её Молли Смит из Black Label на выбор и отправился навестить Томаса Дж. Хаднера-младшего незадолго до его смерти в 2017 году. Он был поражён фотографиями и сувенирами Джесси Брауна в доме, отметив, что «Я видел, какой это груз на нём. Это не было празднованием, это было постоянное напоминание о друге, которого он потерял, и я перенёс этот груз в эту роль».
Основные съёмки начались 4 февраля 2021 года в Саванне, штат Джорджия. Съёмки также проходили в Чарлстоне, Южная Каролина, Уэнатчи, Вашингтон, Стейтсборо, Джорджия, и с 17 марта по 13 апреля 2021 года в аэропорту Стейтсборо-Буллок Каунти.
Диллард был полон решимости создать практические эффекты, используя как можно больше реальных самолётов, включая несколько F4U Corsair, AD Skyraider, два истребителя F8F Bearcat, один из немногих оставшихся летающих вертолётов HO5S-1 и МиГ-15. Диллард нанял координатора воздушных трюков Кевина ЛаРосу, который создал сцены полета для «Топ Ган: Мэверик». Модифицированный учебно-тренировочный L-39 Albatros использовался в качестве платформы для камеры «воздух-воздух». Внутренние кадры актёров, управляющих Bearcat, были созданы с использованием Hawker Sea Fury с изменённым задним сиденьем, чтобы оно напоминало кабину Bearcat, и видимыми частями самолёта, окрашенными как Bearcat 32-й ударной эскадрильи, что позволяет актёрам имитировать пилотирование самолёта во время реальных воздушных манёвров.

## Премьера
Мировая премьера фильма состоялась на Международном кинофестивале в Торонто в формате IMAX в кинотеатре Ontario Place Cinesphere 12 сентября 2022 года, а также в качестве фильма, открывающего кинофестиваль Film Fest 919, 19 октября 2022 года. Премьера в США состоялась на 58-м фестивале на МКФ в Чикаго 22 октября 2022 года. Он был показан в кинотеатрах 23 ноября 2022 года. Первоначально его планировалось выпустить в ограниченных кинотеатрах 14 октября 2022 года, после чего последовал в широкий прокат 28 октября
«Двойная петля» будет выпущена в цифровом формате HD компанией Sony Pictures Home Entertainment 8 января 2023 года, а релизы на 4K Blu-ray, Blu-ray и DVD — в феврале 2023 года.

## Восприятие

### Кассовые сборы
В Соединённых Штатах и Канаде «Двойная петля» вышла вместе с фильмами «Странный мир» и «Достать ножи: Стеклянная луковица», и в то же время начался широкий прокат фильмов «Фабельманы» и «Целиком и полностью», и, согласно прогнозам, в свой первый пятидневный уик-энд картина должна была собрать 7-8 миллионов долларов в 3400 кинотеатрах. В первый день фильм собрал 1,8 миллиона долларов, в том числе 615 000 долларов на превью во вторник вечером. Он дебютировал с 5,9 миллионами долларов в первые выходные и 9 миллионами долларов за пять дней, заняв четвёртое место. Это были самые низкие кассовые сборы на выходных в День Благодарения за последние десятилетия.

### Отзывы критиков
На сайте-агрегаторе обзоров Rotten Tomatoes 80 % из 102 отзывов критиков являются положительными со средней оценкой 6,8/10. Консенсус критиков веб-сайта гласит: «„Двойная петля“, посвящённая реальной истории и в то же время впечатляющая драма, представляет собой простой биографический фильм, усиленный выдающейся игрой талантливого актёрского состава». Metacritic, который использует средневзвешенное значение, присвоил фильму 66 баллов из 100 на основе 29 критиков, что указывает на «в целом положительные отзывы». Зрители, опрошенные Cinemascore, поставили фильму среднюю оценку «A-» по шкале от A + до F, в то время как зрители PostTrak дали фильму общую положительную оценку 91 %.
Мэтью Крейт из Screen Rant написал: «Стилизованный и культурный, „Двойная петля“ взлетает, когда этого меньше всего ожидают, и воплощается в жизнь талантливым актёрским составом во главе с Джонатаном Мейджорсом и Гленом Пауэллом».
По мнению обозревателя Film.ru Константина Мышкина, «…когда речь заходит о динамичных сценах, то „Двойная петля“ имеет приличный арсенал, чтобы поиграть с вестибулярным аппаратом зрителей: прекрасные аэросъёмки с продуманной хореографией, взрывные сцены воздушных столкновений и головокружительных полётов. По ритмическому рисунку, конечно, далеко не „Дюнкерк“, но с минимальной задачей фильм справляется, погружая в нелёгкие будни авиационной команды». Он ставит фильму оценку 6 по 10-балльной шкале